# Waitakere Tramline
| Stausee und Wasserfall in den Waitākere Ranges |                           |                                           |                                           |
| Streckenverlauf |                           |                                           |                                           |
| Spurweite: | Erst 762 mm, heute 610 mm |                                           |                                           |
| |                           |                                           |                                           |
| \| \| \| Bahnhof Swanson der NZR \| \| \| \| \| Christian Road \| \| \| \| 0,0 \| Streckenbeginn oberhalb der Filter-Anlage \| Streckenbeginn oberhalb der Filter-Anlage \| \| \| \| George’s Tunnel (700 m) \| \| \| \| \| Drei Brücken \| \| \| \| \| Picnic Flats \| \| \| \| \| Kurzer Tunnel \| \| \| \| \| Quinn’s Viaduct \| \| \| \| \| Hölzerne Rinne für Kelly’s Stream \| \| \| \| 2,5 \| Staudamm Waitākere Reservoir \| Staudamm Waitākere Reservoir \| |                           |                                           |                                           |
| Kopfbahnhof Streckenanfang (Strecke außer Betrieb) |                           | Bahnhof Swanson der NZR                   | Bahnhof Swanson der NZR                   |
| Strecke (außer Betrieb) |                           | Christian Road                            | Christian Road                            |
| Betriebs-/Güterbahnhof Strecke bis hier außer Betrieb | 0,0                       | Streckenbeginn oberhalb der Filter-Anlage | Streckenbeginn oberhalb der Filter-Anlage |
| Tunnel |                           | George’s Tunnel (700 m)                   | George’s Tunnel (700 m)                   |
| Brücke über Wasserlauf |                           | Drei Brücken                              | Drei Brücken                              |
| Dienststation / Betriebs- oder Güterbahnhof |                           | Picnic Flats                              | Picnic Flats                              |
| Tunnel |                           | Kurzer Tunnel                             | Kurzer Tunnel                             |
| Brücke über Wasserlauf |                           | Quinn’s Viaduct                           | Quinn’s Viaduct                           |
| Tunnel bzw. Unterführung unter Wasserlauf |                           | Hölzerne Rinne für Kelly’s Stream         | Hölzerne Rinne für Kelly’s Stream         |
| Betriebs-/Güterbahnhof Streckenende | 2,5                       | Staudamm Waitākere Reservoir              | Staudamm Waitākere Reservoir              |

Die Waitakere Tramline ist eine heute noch 2,5 km lange Schmalspur-Werksbahn in den Waitākere Ranges bei Swanson südwestlich von Auckland in Neuseeland, die seit 1907 für den Bau und die Wartung des Staudamms und der Wasserleitung am Upper Nihotupu Reservoir genutzt wird. Sie wurde bis 2014 auch von der Waitakere Tramline Society Inc. für touristische Ausflüge genutzt, die aber aufgrund einer Risikobewertung eingestellt wurden.

## Lage
Die Strecke mit einer ursprünglichen Spurweite von 762 mm (2 Fuß 6 Zoll), die später auf 610 mm (2 Fuß) umgespurt wurde, begann ursprünglich am Bahnhof Swanson und führte zu einer Haltestelle oberhalb der Filter-Anlage. Von dort aus führt sie auch heute noch zum Staudamm des Waitakere Reservoir. Der untere Teil der Bahnstrecke von Swanson bis zur die Filter-Anlage wurde um 1927 abgebaut.

## Schienenfahrzeuge
Eine der Lokomotiven wurde 1976 gebaut, 1985 überholt und bei der zweiten Überholung 2000 mit einem 16 PS starken Kubota-Dieselmotor und einem variablen Hydraulikantrieb ausgestattet. Die meisten der Wagen wurden 1978 gebaut und in den 1990er Jahren modernisiert, um eine sanftere und komfortablere Fahrt zu ermöglichen.

## Schäden und Einstellung des Ausflugsverkehrs
Im November 2011 führte eine Leckage in der Hauptleitung Watercare-Hauptleitung mit 600 mm Durchmesser zu einer erheblichen Unterspülung, durch die ein 15 m langer Gleisabschnitt der nahegelegenen Feldbahnlinie beschädigt wurde, woraufhin das Gleis auf 6 m Länge frei in der Luft hing. Die Strecke wurde daraufhin seit dem 24. November 2014 für den touristischen Verkehr gesperrt, kann aber von ihrem Eigentümer Watercare weiterhin für die Wartung des Staudamms und der Rohrleitung genutzt werden. Teile des Gleises sind vom Waitakere Tramline Loop Track aus zu sehen, der der alten Feldbahnstrecke durch einige ihrer Tunnel folgt.